# 清水充親
清水 充親（しみず みつちか）は、江戸時代の武士。毛利氏家臣で長州藩士。父は長州藩士・清水元親。子は清水親全。

## 生涯
寛永11年（1634年）、長州藩士・清水元親の嫡男として生まれる。寛永18年（1641年）3月3日、毛利秀就から「新三郎」の通称を与えられた。
以後、毛利秀就、綱広、吉就、吉広の四代に仕え、宝永7年（1710年）9月3日に死去。享年77。嫡男の親全（新三郎、右衛門）が跡を継いだ。